# Radio (canção de The Corrs)
Radio é uma música da banda de folk rock celta The Corrs. Foi lançado em novembro de 1999 no álbum The Corrs Unplugged, gravado a partir de sua aparição no MTV Unplugged,  junto com "Dreams" do mesmo álbum.
A música foi inicialmente programada para o seu álbum anterior, Talk on Corners, mas foi arquivada depois da falha em desenvolver um arranjo adequado na altura. Uma versão "elétrica" apareceu em seu próximo álbum de estúdio, In Blue. O single se tornou um hit gráfico, alcançando o top 20 na Irlanda, Nova Zelândia e Reino Unido. A canção também se tornou um modesto hit contemporâneo adulto no Canadá, alcançando o número 64 na parada Adult Contemporary RPM.
De acordo com Sharon Corr, as versões Unplugged e In Blue da música foram as terceira e quarta versões, respectivamente, a serem gravadas. A versão Unplugged foi modelada após a primeira demo acústica que eles gravaram, enquanto a versão In Blue foi um remake da segunda versão "dance". Caroline Corr afirmou que depois que ela sentiu que havia pouco para experimentar na versão Unplugged, o programador da banda sugeriu adicionar sintetizadores e experimentar diferentes licks de guitarra elétrica para a versão In Blue.

## Lista de faixas
1. "Radio"
2. "Dreams"
3. "Radio"

## Vídeo musical
O vídeo de "Radio" é montado a partir da sessão "Unplugged" nos estúdios da MTV.

## Desempenho nas paradas musicais
| Parada                                        | Melhor posição |
| --------------------------------------------- | -------------- |
| Irish Singles Chart                           | 20             |
| UK Singles Chart                              | 18             |
| Recording Industry Association of New Zealand | 19             |
| Swiss Singles Charts                          | 64             |
| Media Control Charts                          | 52             |